# Paul Davidson (Filmproduzent)

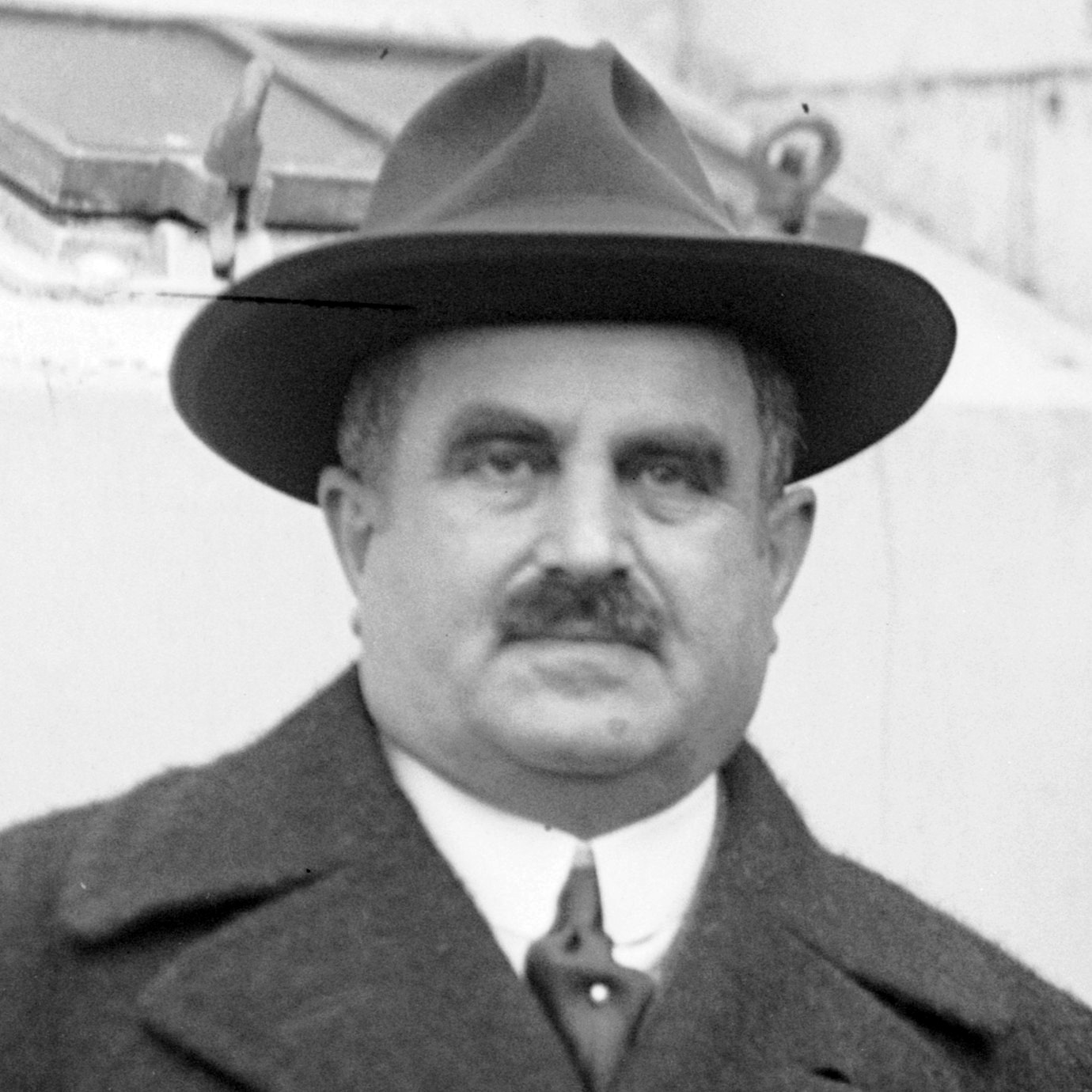
Paul Davidson

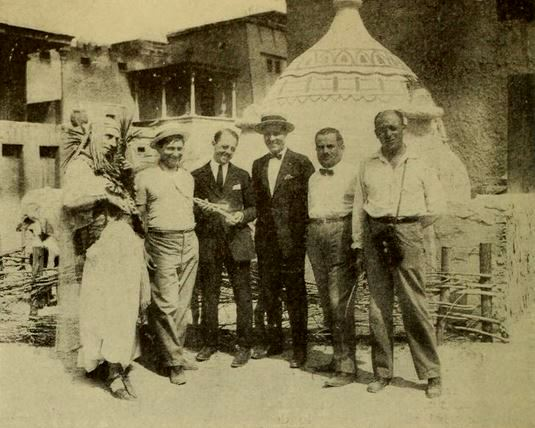
Paul Davidson (2. von rechts) bei den Dreharbeiten (1921) zu Das Weib des Pharao

Paul Davidson (* 30. März 1867 in Lötzen, Ostpreußen; † 18. Juli 1927 in Ebenhausen, Oberbayern) war ein deutscher Filmproduzent.

## Leben
Er begann im Alter von 16 Jahren eine kaufmännische Ausbildung und war danach in der Bekleidungsindustrie tätig. Beim Besuch eines magischen Theaters in Paris wurde er auf die neuartige Kinematographie aufmerksam. Am 7. April 1904 entschloss er sich, in das Filmgeschäft einzusteigen.
1905 gründete er mit einem Stammkapital von 20.000 Reichsmark die Allgemeine Kinematographen-Theater Gesellschaft m.b.H. in Frankfurt am Main. Am 21. März 1906 eröffnete er sein erstes Lichtspielhaus, das Union-Theater in Mannheim. 1907 wurde er Besitzer des Union-Theaters am Alexanderplatz in Berlin, das er am 4. September 1909 eröffnete. Am 21. August 1910 folgte das noch prunkvollere Union-Theater Unter den Linden. Am 3. Oktober 1913 eröffnete Davidson das U.T. am Kurfürstendamm und besaß inzwischen 56 Kinos in Deutschland, Belgien und Ungarn.
1909/10 verwandelte er seine Frankfurter Firma in die Projektions-AG „Union“ (PAGU), die erste deutsche Filmaktiengesellschaft. 1910 begann er mit dem Filmverleih und 1912 mit der Filmproduktion in Berlin-Tempelhof.
Im August 1915 verkaufte er seine Kinokette an die dänische Nordisk Film. Davidson konzentrierte sich auf die Filmproduktion, in der Ernst Lubitsch zu seinem Star aufstieg. Als im November 1917 mit Unterstützung der Obersten Heeresleitung die Universum Film (Ufa) gegründet wurde, ging wenige Monate später auch Davidsons PAGU in ihr auf.
1916 erhielt Davidson als Generaldirektor der PAGU von Fürst und Zar Ferdinand von Bulgarien für den Film Bogdan Stimoff das Offizierskreuz des Alexanderordens.
Im Februar 1918 gründete er die Palast-Theatergesellschaft m.b.H. (1918–1930). Zweck des Unternehmens war die am Zoologischen Garten gelegene Ausstellungshalle für den Betrieb als Theater, Kino oder für andere Schaustellungen zu nutzen.
Davidson wurde zusammen mit Carl Bratz Generaldirektor der Ufa. Neben Ernst Lubitsch entdeckte und förderte er Emil Jannings, Pola Negri und Asta Nielsen. Am 7. April 1921 gab er seinen Posten bei der Ufa auf und wurde Mitbegründer der Europäischen Film-Allianz GmbH (EFA). Die Großproduktion Das Weib des Pharao stellte er als Lubitschs Geschäftspartner mit der Ernst Lubitsch Film GmbH her. Es folgten dann noch Filme mit der am 15. September 1924 gegründeten Davidson-Film AG (1924–1928), jedoch ohne durchschlagenden Erfolg. Die Bilanz für das Geschäftsjahr 1925 wies einen Reingewinn von 6510,93 Reichsmark aus, die für 1926 einen Verlust von 8453,27 Reichsmark. 1926 kehrte er zur Ufa zurück, schied Anfang 1927 aus gesundheitlichen Gründen aus und verübte wenige Monate später bei einem Kuraufenthalt Selbstmord.

## Filmografie
- 1913: Die Insel der Seligen
- 1913: Der Shylock von Krakau
- 1913: Die Filmprimadonna
- 1913: Die Suffragette
- 1913: Engelein
- 1913: Die blaue Maus, 2. Teil
- 1913: Tangofieber
- 1913: Heimat und Fremde
- 1913: Der Tod in Sevilla
- 1914: Das Kind ruft
- 1914: Das Feuer
- 1914: Das eiserne Kreuz (unveröffentlicht)
- 1914: Die Erbtante
- 1914: Die Geschichte der stillen Mühle
- 1914: Der Stolz der Firma
- 1914: Die Toten leben
- 1914: Weib gegen Weib
- 1914: Ein Kindesherz
- 1914: Eine venezianische Nacht
- 1914: Die Perle
- 1914: Zapatas Bande
- 1914: Das Paradies der Damen
- 1914: Die Firma heiratet
- 1914: Es war in Schöneberg
- 1914: Der große Diamant
- 1914: Die ewige Nacht
- 1914: Wollen Sie meine Tochter heiraten?
- 1914: Die beiden Rivalen
- 1914: Nelly
- 1914: Engeleins Hochzeit
- 1915: Kaliber fünf Komma zwei
- 1915: Nahira
- 1915: Der Katzensteg
- 1915: Das dunkle Schloß
- 1915: Der Narr des Schicksals
- 1915: Das achte Gebot
- 1915: König Motor
- 1915: Der Tunnel
- 1915: Der falsche Schein
- 1915: Nur eine Lüge
- 1915: Arme Marie
- 1915: Sein letzter Anzug
- 1915: Pension Lampel
- 1915: So rächt sich die Sonne
- 1915: Der Schuß im Traum
- 1915: Der geheimnisvolle Wanderer
- 1915: Fräulein Seifenschaum
- 1915: Der Kraftmeier
- 1915: Blindekuh
- 1915: Der schwarze Moritz
- 1916: Talarso, der Mann mit den grünen Augen
- 1916: Der Yoghi
- 1916: Tyrannenherrschaft
- 1916: Die bleiche Renate
- 1916: Als ich tot war
- 1916: Dr. Satansohn
- 1916: Rübezahls Hochzeit
- 1916: Die Laune einer Modekönigin
- 1916: Albert als Golem
- 1916: Die neue Nase
- 1916: Das Geschick der Julia Tobaldi
- 1916: Börse und Adel
- 1916: Die Zwillingsschwestern
- 1916: Die Klabriaspartie
- 1916: Stein unter Steinen
- 1916: Keiner von beiden
- 1916: Leutnant auf Befehl
- 1916: Bogdan Stimoff
- 1916: Schuhpalast Pinkus
- 1916: Der gemischte Frauenchor
- 1916: Das schönste Geschenk
- 1916: Der G.m.b.H.-Tenor
- 1916: Aschenbrödel
- 1917: Käsekönig Holländer
- 1917: Der Blusenkönig
- 1917: John Riew
- 1917: Eine Nacht in der Stahlkammer
- 1917: Der Sultan von Johore
- 1917: Der feldgraue Groschen
- 1917: Der weiße Schrecken
- 1917: Hans Trutz im Schlaraffenland
- 1917: Prima Vera
- 1917: Wenn vier dasselbe tun
- 1917: Der Golem und die Tänzerin
- 1917: Unsühnbar
- 1917: Lulu
- 1917: Die schöne Prinzessin von China
- 1917: Dornröschen
- 1917: Der Ring der Giuditta Foscari
- 1917: Das fidele Gefängnis
- 1917: Prinz Sami
- 1918: Das Tagebuch des Dr. Hart
- 1918: Der Rodelkavalier
- 1918: Der fremde Fürst
- 1918: Der Rattenfänger
- 1918: Der gelbe Schein
- 1918: Ringende Seelen
- 1918: Ich möchte kein Mann sein
- 1918: Meyer aus Berlin
- 1918: Der Flieger von Goerz
- 1918: Der Fall Rosentopf
- 1918: Mania. Die Geschichte einer Zigarettenarbeiterin
- 1918: Dem Licht entgegen
- 1918: Ein gesunder Junge
- 1918: Die Augen der Mumie Ma
- 1918: Carmen
- 1918: Das Mädel vom Ballett
- 1918: Keimendes Leben (2 Teile)
- 1919: Das Mädchen aus dem wilden Westen
- 1919: Moral und Sinnlichkeit
- 1919: Die blaue Maus (2 Teile)
- 1919: Das Spiel von Liebe und Tod
- 1919: Meine Frau, die Filmschauspielerin
- 1919: Die Lieblingsfrau des Maharadscha (2 Teile)
- 1919: Der Mann der Tat
- 1919: Komtesse Dolly
- 1919: Die Fahrt ins Blaue
- 1919: Der Dolch des Malayen
- 1919: Der Galeerensträfling (2 Teile)
- 1919: Aberglaube
- 1919: Madame Dubarry
- 1919: Die Puppe
- 1919: Der lustige Ehemann
- 1919: Vendetta
- 1919: Die Tochter des Mehemed
- 1919: Die Pantherbraut
- 1919: Kreuziget sie!
- 1919: Die Austernprinzessin
- 1919: Das Karussell des Lebens
- 1920: Die Wohnungsnot
- 1920: Putschliesel
- 1920: Der Golem, wie er in die Welt kam
- 1920: Sumurun
- 1920: Anna Boleyn
- 1920: Kakadu und Kiebitz
- 1920: Indische Rache
- 1920: Das rosa Trikot
- 1920: Hundemamachen
- 1920: Arme Violetta
- 1920: Die Marchesa d’Armiani
- 1920: Tamburin und Castagnetten
- 1920: Das Skelett des Herrn Markutius
- 1920: Die geschlossene Kette
- 1920: Die Dame in Schwarz
- 1921: Das Geheimnis der Mumie
- 1921: Der verlorene Schatten
- 1921: Die Lieblingsfrau des Maharadscha – 3. Teil
- 1921: Der Mann ohne Namen (6 Teile)
- 1921: Papa kann’s nicht lassen
- 1921: Der ewige Kampf
- 1921: Sturmflut des Lebens
- 1921: Ein Erpressertrick
- 1921: Die Bergkatze
- 1922: Das Weib des Pharao
- 1922: Die Flamme
- 1923: Alles für Geld
- 1925: Ich liebe Dich
- 1925: Liebesfeuer
- 1925: Die Insel der Träume
- 1926: Die Kleine vom Varieté